# Salyan (dystrykt)

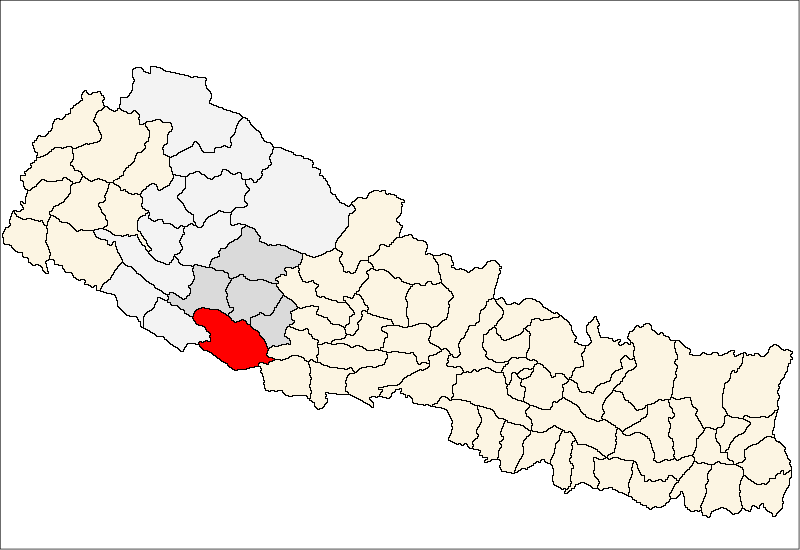
Dystrykt Salyan

Dystrykt Salyan (nep. दाङ) − jeden z siedemdziesięciu pięciu dystryktów Nepalu. Leży w strefie Rapti. Dystrykt ten zajmuje powierzchnię 1462 km², w 2001 r. zamieszkiwało go 213 500 ludzi. Stolicą jest Salyan Khalanga. Właśnie tu urodził się najniższy człowiek na świecie Bahandur Gandi.